# Малко белогушо коприварче
Малкото белогушо коприварче (Sylvia curruca) е птица от семейство Коприварчеви (Sylviidae). Среща се и в България.

## Физически характеристики
Малкото белогушо коприварче достига дължина 11 – 13 cm. Главата е сива с по-тъмни бузи. Гърбът и крилата са сиво-кафяви. Гушата, коремът и гърдите са бели.

## Разпространение
Среща се в европейски страни. Зимува в Централна Африка.

## Начин на живот и хранене
Храни се с насекоми.

## Допълнителни сведения
Гнездото обичайно е разположено в храсти на височина 15 – 60 cm, а понякога на 1 – 2 метра от земята.